# Гиднокарпус
Гиднока́рпус (лат. Hydnocárpus) — род растений семейства Ахариевые, произрастающих в тропической Азии (Индокитай, Малайзия, Индонезия, Филиппины), тропической Африке и тропической Америке.

## Биологическое описание
Вечнозелёные двудомные деревья с очерёдными, кожистыми, овальными, заострёнными к верхушке листьями, 18—25 см длиной.
Цветки оранжево-жёлтые, собраны в полузонтики в пазухах листьев. У мужских цветков много тычинок, у женских — завязь верхняя, одногнёздная.
Плоды шаровидные, оранжевые, 6—8 см диаметром, с толстой мягкой кожурой. В мякоти содержится 8—12 семян.

## Использование
Масло, получаемое из семян некоторых видов гиднокарпуса, используется в восточной медицине как специфическое средство против кислотоустойчивых бактерий, в том числе возбудителей проказы (Mycobacterium leprae), при псориазе, слоновой болезни, кожных заболеваниях. Масло сильно раздражает слизистые оболочки, поэтому используют смесь натриевых солей кислот масла, называемых ампролом, и этиловые эфиры этих же кислот, называемые мугролом и хальместролом.
Семена и масло задерживают рост микобактерий туберкулёза.
Масло гиднокарпуса имеет горький вкус и часто приводит к расстройству желудка у пациентов. В начале XX века американкой Элис Болл был разработан процесс изолирования диэтиловых эфиров жирных кислот, являющихся активным действующим веществом этого масла. Полученный Бол раствор применялся в виде инъекций и в течение нескольких десятилетий, до появления сульфаниламидов, оставался наиболее эффективным препаратом для лечения проказы.

## Виды
В базе данных The Plant List указано 72 названия связанных с этим родом, из них 6 названий видов признаны, 6 указаны как синонимы, а 60 названий указаны как нераспределенные
- Hydnocarpus annamensis (Gagnep.) Lescot & Sleumer
- Hydnocarpus anthelminticus Pierre ex Laness. — Гиднокарпус глистогонный
- Hydnocarpus hainanensis (Merr.) Sleumer
- Hydnocarpus kurzii (King) Warb. — Гиднокарпус Курца, или Чаульмугра
- Hydnocarpus pentandrus (Buch.-Ham.) Oken
- Hydnocarpus wightiana Blume